# Hvor fanden er Herning?
Hvor fanden er Herning? er en dansk komedieserie, der blev sendt på TV 2 Zulu i efteråret 2009. Skuespillerne Mick Øgendahl, Linda P, Geo, Jacob Haugaard og Kim Bodnia medvirker i serien, som er skrevet og instrueret af Nikolaj Peyk. Serien var på udsendelsestidspunktet den mest sete serie på TV 2 Zulu nogensinde.

## Plot
Martin (Mick Øgendahl) er kongen af Herning – eller i hvert fald kronprinsen. Han skal giftes ind i den mest succesrige erhvervsfamilie i hele Jylland, men torsdag inden brylluppet er han på polterabend i København. Her ender han i en afdanket pornobutik på Vesterbro, som bestyres af den kronisk utjekkede Vesterbro-tøs Laila (Linda P). Dagen efter vågner Martin op i pornobutikken uden penge og mobiltelefon, men heldigvis er Laila klar til at hjælpe – for en vis portion penge. Laila har nemlig også sine egne problemer: hun skylder rigtig mange penge til sin jaloux ekskæreste, Allan (Geo), som er en farlig fyr. Martin og Laila begiver sig på vej, men der er kort tid til brylluppet og meget langt til Herning.

## Medvirkende
- Mick Øgendahl – Martin
- Linda P – Laila
- Geo – Allan
- Steen "Nalle" Nielsen – Johnny
- Simon Talbot – Benjamin
- Henriette Thuesen – Tina
- Jacob Haugaard – Ernst

### Øvrige medvirkende
- Kim Bodnia – Politibetjent
- Svend Erik Søgaard – Sig selv
- Allan Boye Thulstrup – Sig selv